# سكرة (صنعاء القديمة)

تعديل مصدري - تعديل

حارة سكرة هي إحدى حارات مدينة صنعاء القديمة، بلغ تعداد سكانها 307 نسمة حسب تعداد اليمن لعام 2004.